# Coupe d'Amérique masculine de hockey en salle 2024
Navigation
Spring City 2021 2028
La Coupe d'Amérique masculine de hockey en salle 2024 sera la 9e édition de la Coupe d'Amérique masculine de hockey en salle qui se tiendra parallèlement au tournoi féminin du 19 au 22 mars 2024 au Seven Chiefs Sportsplex & Jim Starlight Centre à Calgary au Canada.
Le champion d'Amérique ainsi que le finaliste sont qualifiés pour la Coupe du monde 2025.

## Équipes qualifiées
- Argentine
- Canada
- Guyana
- Trinité-et-Tobago
- États-Unis

## Critères
En cas d'égalité de points de plusieurs équipes à l'issue des matchs de poule, les critères suivants sont appliqués dans l'ordre indiqué pour établir leur classement:
1. Points de chaque équipe,
2. Matchs gagnés,
3. Différence de buts,
4. Buts pour,
5. Plus grand nombre de points obtenus dans les matchs de poule disputés entre les équipes concernées,
6. Buts marqués en plein jeu.

## Premier tour
Légende :
- Tour pour les médailles

| Rang | Équipe            | Pts | J | G | N | P | Bp | Bc | Diff |
| ---- | ----------------- | --- | - | - | - | - | -- | -- | ---- |
| 1    | Argentine T       | 12  | 4 | 4 | 0 | 0 | 37 | 8  | +29  |
| 2    | États-Unis        | 9   | 4 | 3 | 0 | 1 | 13 | 15 | -2   |
| 3    | Trinité-et-Tobago | 6   | 4 | 2 | 0 | 2 | 17 | 22 | -5   |
| 4    | Guyana            | 1   | 4 | 0 | 1 | 3 | 14 | 22 | -8   |
| 5    | Canada H          | 1   | 4 | 0 | 1 | 3 | 7  | 21 | -14  |

| 19 mars 2024 | Argentine         | 9 - 5  | Guyana            |
| 19 mars 2024 | Trinité-et-Tobago | 7 - 3  | Canada            |
| 19 mars 2024 | États-Unis        | 5 - 3  | Guyana            |
| 19 mars 2024 | Argentine         | 8 - 0  | Canada            |
| 20 mars 2024 | Trinité-et-Tobago | 3 - 4  | États-Unis        |
| 20 mars 2024 | Canada            | 3 - 3  | Guyana            |
| 20 mars 2024 | Argentine         | 8 - 1  | États-Unis        |
| 21 mars 2024 | Guyana            | 3 - 5  | Trinité-et-Tobago |
| 21 mars 2024 | États-Unis        | 3 - 1  | Canada            |
| 21 mars 2024 | Trinité-et-Tobago | 2 - 12 | Argentine         |

## Tour pour les médailles

### Tableau final
|  | Demi-finales | Demi-finales      | Demi-finales | Demi-finales      |                               |           | Finale       | Finale       | Finale       | Finale       |
|  |              |                   |              |                   |                               |           |              |              |              |              |
|  | 22 mars 2024 | 22 mars 2024      | 22 mars 2024 | 22 mars 2024      |                               |           | 22 mars 2024 | 22 mars 2024 | 22 mars 2024 | 22 mars 2024 |
|  | 1            | Argentine         | 10           | 10                |                               |           | 22 mars 2024 | 22 mars 2024 | 22 mars 2024 | 22 mars 2024 |
|  | 1            | Argentine         | 10           | 10                |                               |           | 22 mars 2024 | 22 mars 2024 | 22 mars 2024 | 22 mars 2024 |
|  | 4            | Guyana            | 0            | 0                 |                               |           | 22 mars 2024 | 22 mars 2024 | 22 mars 2024 | 22 mars 2024 |
|  | 4            | Guyana            | 0            | 0                 | 1                             | Argentine | 5            | 5            |              |              |
|  | 22 mars 2024 |                   |              |                   | 1                             | Argentine | 5            | 5            |              |              |
|  |              |                   | 3            | Trinité-et-Tobago | 2                             | 2         |              |              |              |              |
|  | 2            | États-Unis        | 3            | Trinité-et-Tobago | 2                             | 2         | 4            | 4            |              |              |
|  | 2            | États-Unis        |              |                   |                               |           |              | 4            |              |              |
|  | 3            | Trinité-et-Tobago | 5            | 5                 |                               |           |              |              |              |              |
|  | 3            | Trinité-et-Tobago | 5            | 5                 | Match pour la troisième place |           |              |              |              |              |
|  |              |                   |              |                   |                               |           |              |              |              |              |
|  | 22 mars 2024 |                   |              |                   |                               |           |              |              |              |              |
|  | 4            | Guyana            | 4            | 4                 |                               |           |              |              |              |              |
|  | 4            | Guyana            | 4            | 4                 |                               |           |              |              |              |              |
|  | 2            | États-Unis        | 5            | 5                 |                               |           |              |              |              |              |
|  | 2            | États-Unis        | 5            | 5                 |                               |           |              |              |              |              |

### Match pour la3eplace
| Match 13           | États-Unis                                                      | 5 - 4   | Guyana                                        |                                                  |                                                  |
| 22 mars 2024 17h00 | Dhadwal 1e · Kokolakis 9e, 36e · K. Kaeppeler 24e · Dijkema 34e | (2 - 1) | 11e Garnett · 25e Assanah · 37e, 38e Branford | Arbitrage : Pambavasan Manikandan Melina Illanes | Arbitrage : Pambavasan Manikandan Melina Illanes |
| 22 mars 2024 17h00 | Rapport                                                         |         |                                               | Arbitrage : Pambavasan Manikandan Melina Illanes | Arbitrage : Pambavasan Manikandan Melina Illanes |

### Finale
| Match 14           | Argentine                                   | 5 - 2   | Trinité-et-Tobago |                                         |                                         |
| 22 mars 2024 19h30 | Eleicegui 10e, 25e · Ceballos 16e, 17e, 27e | (3 - 1) | 13e, 34e Vieira   | Arbitrage : Alex Miles Allison Mikelson | Arbitrage : Alex Miles Allison Mikelson |
| 22 mars 2024 19h30 | Rapport                                     |         |                   | Arbitrage : Alex Miles Allison Mikelson | Arbitrage : Alex Miles Allison Mikelson |

## Classement final
| Rang                         | Équipe            | J | V | N | P | BP | BC | +/- | Pts |
| ---------------------------- | ----------------- | - | - | - | - | -- | -- | --- | --- |
| Médaille d'or, Amérique      | Argentine T       | 6 | 6 | 0 | 0 | 52 | 10 | +42 | 18  |
| Médaille d'argent, Amérique  | Trinité-et-Tobago | 6 | 3 | 0 | 3 | 24 | 31 | -7  | 9   |
| Médaille de bronze, Amérique | États-Unis        | 6 | 4 | 0 | 2 | 22 | 24 | -2  | 12  |
| 4                            | Guyana            | 6 | 0 | 1 | 5 | 18 | 37 | -19 | 1   |
|                              |                   |   |   |   |   |    |    |     |     |
| 5                            | Canada H          | 4 | 0 | 1 | 3 | 7  | 21 | -14 | 1   |

|  | Nation qualifiée pour la Coupe du monde 2025 en tant que champion continental |
|  | Nation qualifiée pour la Coupe du monde 2025 en tant que quota supplémentaire |